# Gozan no Okuribi
Gozan no Okuribi (五山送り火, Fogueiras cerimoniais das cinco montanhas, em tradução livre), mais comumente conhecido como Daimonji (大文字, literalmente "letra grande"), é um dos festivais icônicos de Quioto, Japão. É o ponto mais alto do festival O-bon em 16 de agosto, em que cinco fogueiras gigantes são acesas em montanhas cercando a cidade. Acredita-se que elas significam o momento quando os espíritos de membros mortos da família, que dizem visitar esse mundo durante o O-bon, estejam retornando ao mundo dos espíritos — daí o nome Okuribi (送り火, "fogo de envio", em tradução livre).

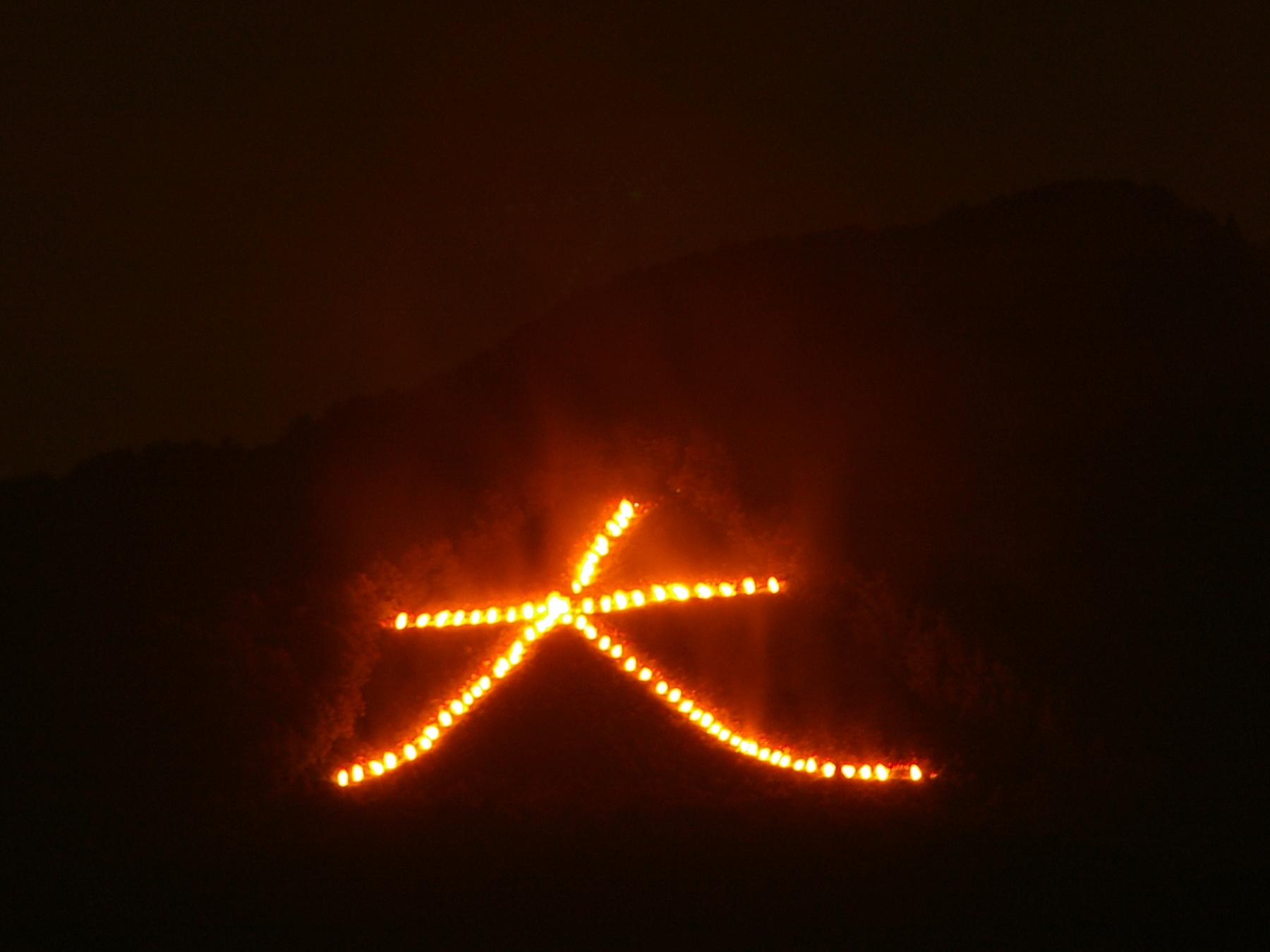
Daimonji

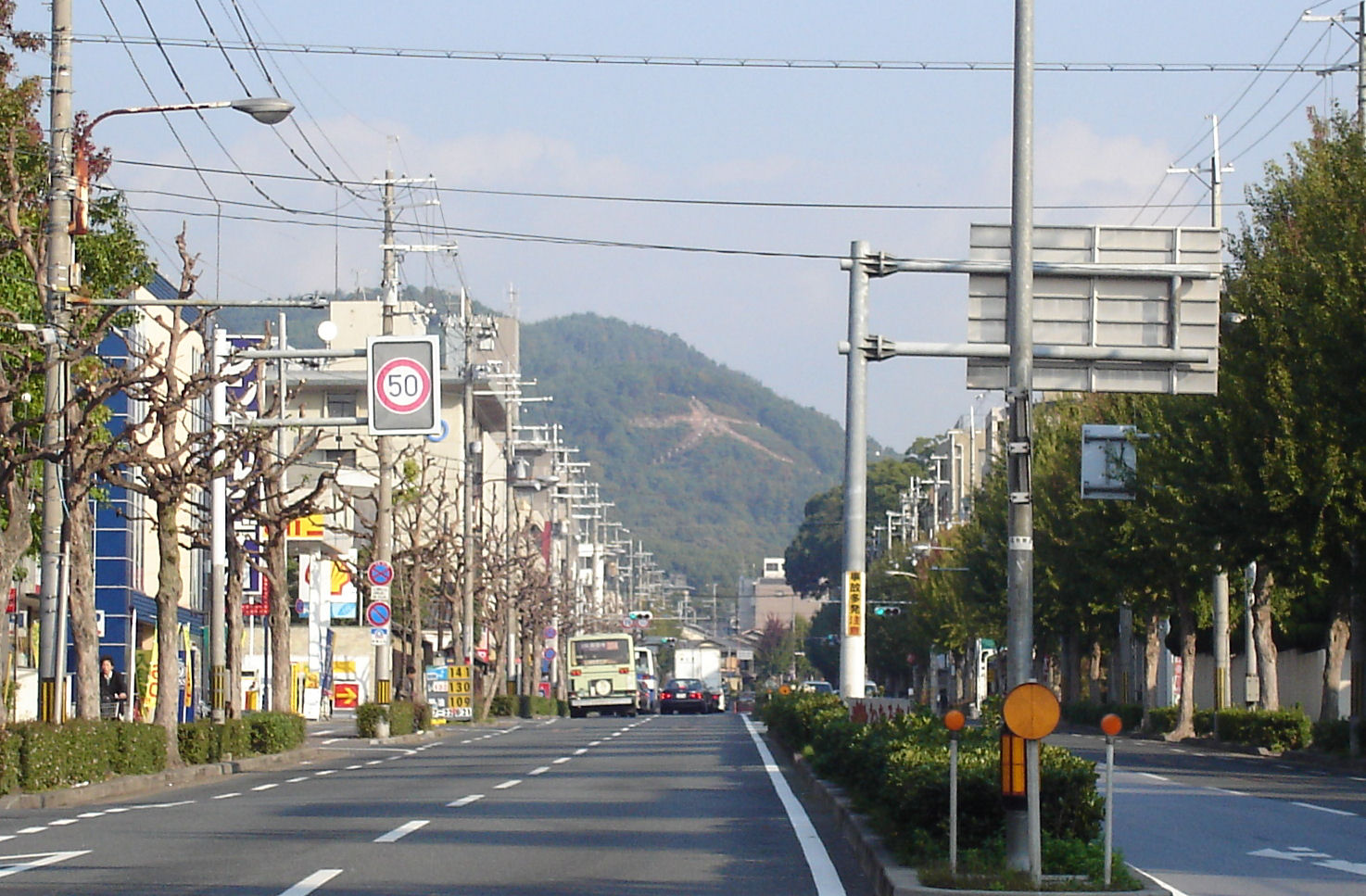
Hidari Daimonji sem chamas

As origens do festival são obscuras, mas acredita-se que sejam antigas. Famílias específicas têm a tarefa hereditária de organizar toda a logística das fogueiras, e elas gastam muitas horas anualmente fornecendo trabalho voluntário para manter essa tradição.
Começando às 8 p.m., as fogueiras gigantes são acesas, cada uma com um formato distinto. Três das fogueiras formam caracteres chineses gigantes, e duas formam formatos familiares. Os caracteres, seus locais, significados, e hora de acendimento são:
- Daimonji (大文字): Daimonji-yama/Higashi-yama, Nyoigatake às 8:00 p.m.;
- Myō/Hō (妙・法), caracteres significando "darma maravilhoso" (referindo-se aos ensinamentos budistas): Matsugasaki, Nishi-yama/Higashi-yama às 8:10 p.m.;
- Funagata (舟形, lit. "forma de barco"): Nishigamo, Funa-yama às 8:15 p.m.;
- Hidari Daimonji (左大文字, lit. "letra grande esquerda"): Daihoku-san, Hidaridaimonji-san às 8:15 p.m.;
- Toriigata (鳥居形, lit. "forma de torii"): Toriimoto, Mandara-san às 8:20 p.m..

O mais famoso — e o primeiro a ser aceso — é o caractere dai (大, lit. "grande"), na Daimonji-yama (大文字山) de Quioto. As outras quatro fogueiras são acesas em intervalos de cinco a dez minutos, e por volta das 8:30 p.m., todos os caracteres podem ser vistos. Cada fogueira dura cerca de trinta minutos.
O melhor local para ver o festival é do bairro de Nakagyō (中京区, Nakagyō-ku), no centro da cidade. Muitos hotéis tem pacotes especiais para o Daimonji, e por certo preço, pode-se ver todas as cinco fogueiras. Muitas pessoas também gostam de ir ao Rio Kamo, entre as ruas Sanjo e Imadegawa, para uma excelente vista das fogueiras iniciais.

## Latitude e longitude
- Daimonji:35° 01′ 23″ N, 135° 48′ 14″ L
- Myō:35° 03′ 21″ N, 135° 46′ 32″ L
- Hō:35° 03′ 17″ N, 135° 47′ 10″ L
- Funagata:35° 03′ 59″ N, 135° 44′ 03″ L
- Hidari Daimonji:35° 02′ 35,5″ N, 135° 43′ 53″ L
- Toriigata:35° 01′ 40″ N, 135° 40′ 05″ L